# Radio Italia
Radio Italia ist ein privater italienischer Radiosender mit Sitz in Cologno Monzese in der Nähe von Mailand, der ausschließlich italienischsprachige Popmusik sendet. Radio Italia besitzt ferner das Plattenlabel Solomusicaitaliana und befasst sich mit der Organisation von Veranstaltungen und Konzerten im Zusammenhang mit italienischer Popmusik. Zur Gruppe Radio Italia gehören neben Radio Italia die beiden Musikfernsehsender Radio Italia TV und Radio Italia Trend TV.

## Geschichte

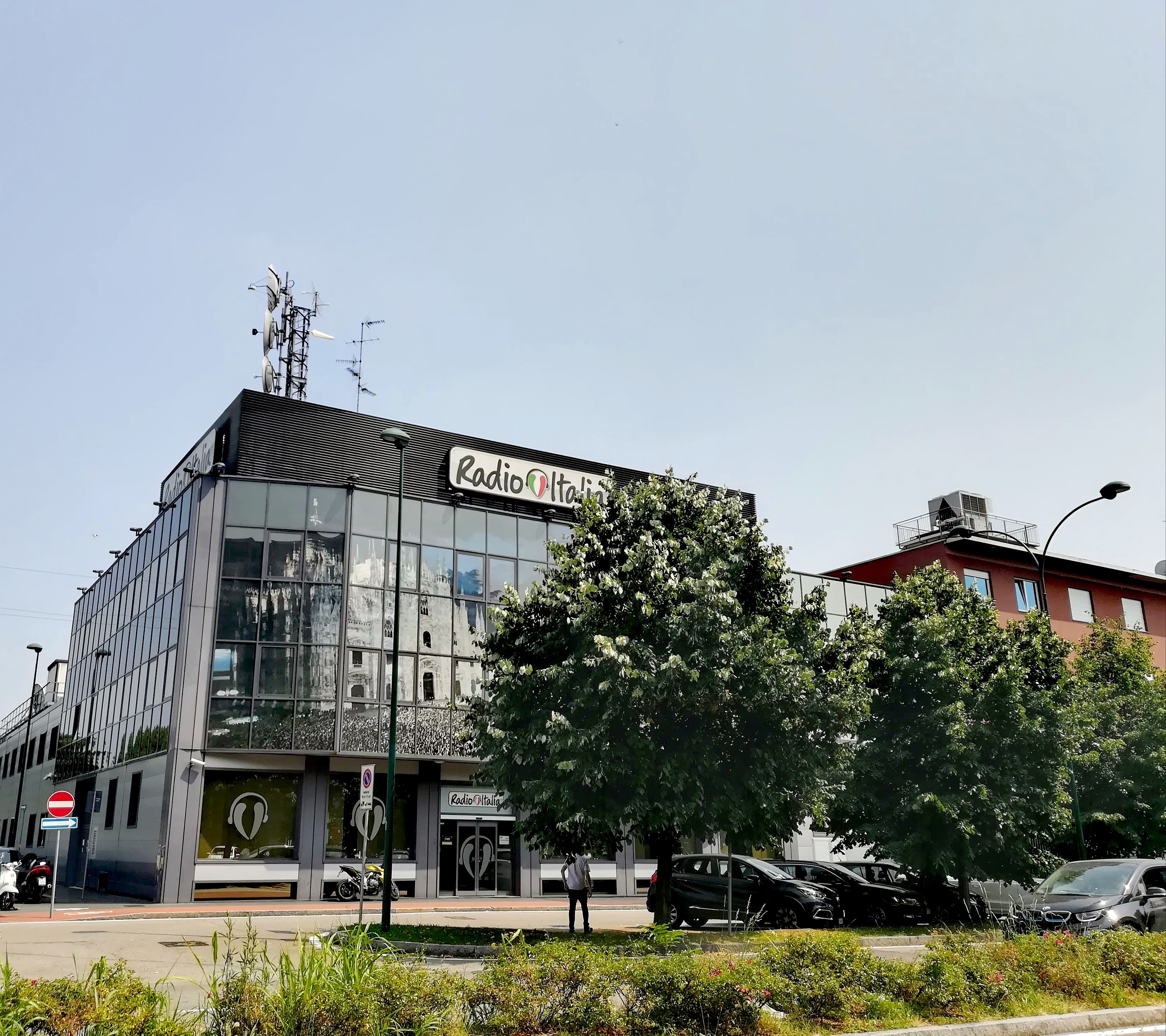
Senderzentrale in Cologno Monzese

Radio Italia wurde im Jahr 1982 von dem Musiker, Komponist und Radiomoderator Mario Volanti gegründet, der auf diese Weise die Bedeutung italienischer Popmusik stärken wollte. Fünf Jahre später konnte Radio Italia ganz Italien abdecken und wurde zum meistgehörten kommerziellen Radio in Italien.
Seit 1997 befindet sich der Hauptsitz des Senders in der Viale Europa 49 in Cologno Monzese in der Metropolitanstadt Mailand in einem Bürogebäude, das die Büros, Produktions- und Sendestudios und ein großes Auditorium beherbergt, das für die Durchführung von Radio- und Fernsehveranstaltungen mit großem Publikumsverkehr genutzt wird.
2012 organisierte der Radiosender anlässlich seines 30-jährigen Bestehens erstmals ein Live-Konzert in Mailand auf der Piazza Duomo. Das Konzert war so erfolgreich, dass seitdem in jedem Jahr immer am gleichen Ort in der lombardischen Hauptstadt ein weiteres Konzert unter dem Titel Radio Italia Live - Il concerto organisiert wird. Im Jahr 2017 wurde zum ersten Mal ein zweites Konzert in Palermo durchgeführt, ebenso im Jahr 2019. Im gleichen Jahr wurde ein drittes Konzert auf der Insel Malta durchgeführt. In den Jahren 2020 und 2021 musste die Konzertreihe allerdings wegen der Coronaepidemie ausgesetzt werden.
Laut den jährlichen Zuschauerzahlen für 2019 ist Radio Italia das am vierthäufigsten gehörte Radio in Italien, hinter RTL 102.5, RDS und Radio Deejay.